# Maroon V Tour
Il Maroon 5 Tour è un tour mondiale del gruppo pop rock statunitense Maroon 5 intrapreso per la promozione del loro quinto album in studio V. Prodotta da Live Nation, la tournée partì il 16 febbraio 2015 da Dallas e portò la band ad esibirsi in Nord America, Europa, Africa, Asia, Oceania e Sud America sino a maggio 2018.

## Il tour
La notizia di una possibile tournée della band losangelina è stata ufficializzata nel maggio 2014. Nel giugno dello stesso anno, la band ha postato una foto sul proprio account Instagram chiedendo ai fans in quali città si sarebbero dovuti esibire "in un prossimo tour"
L'unica tappa del tour in Italia è stata al Mediolanum Forum di Milano e si è tenuta il 12 giugno 2015. Il concerto è stato aperto dalla band Magic!.

## Recensioni
YESnews.it recensì il concerto di Milano scrivendo: "la reazione delle 10.000 persone presenti [...] non appena il concerto ha avuto inizio è stata di quanto più simile ad una esplosione io abbia mai visto, sentito e vissuto", aggiugendo: "un successo dietro l’altro, intervallati solo da qualche chiacchiera fatta dal frontman Adam Levine con il suo adorante pubblico in preda a una crisi ormonale (provate a smentirmi, specie su “Sugar”, una volta che si è tolto la sudatissima canottiera!)".

## Scaletta

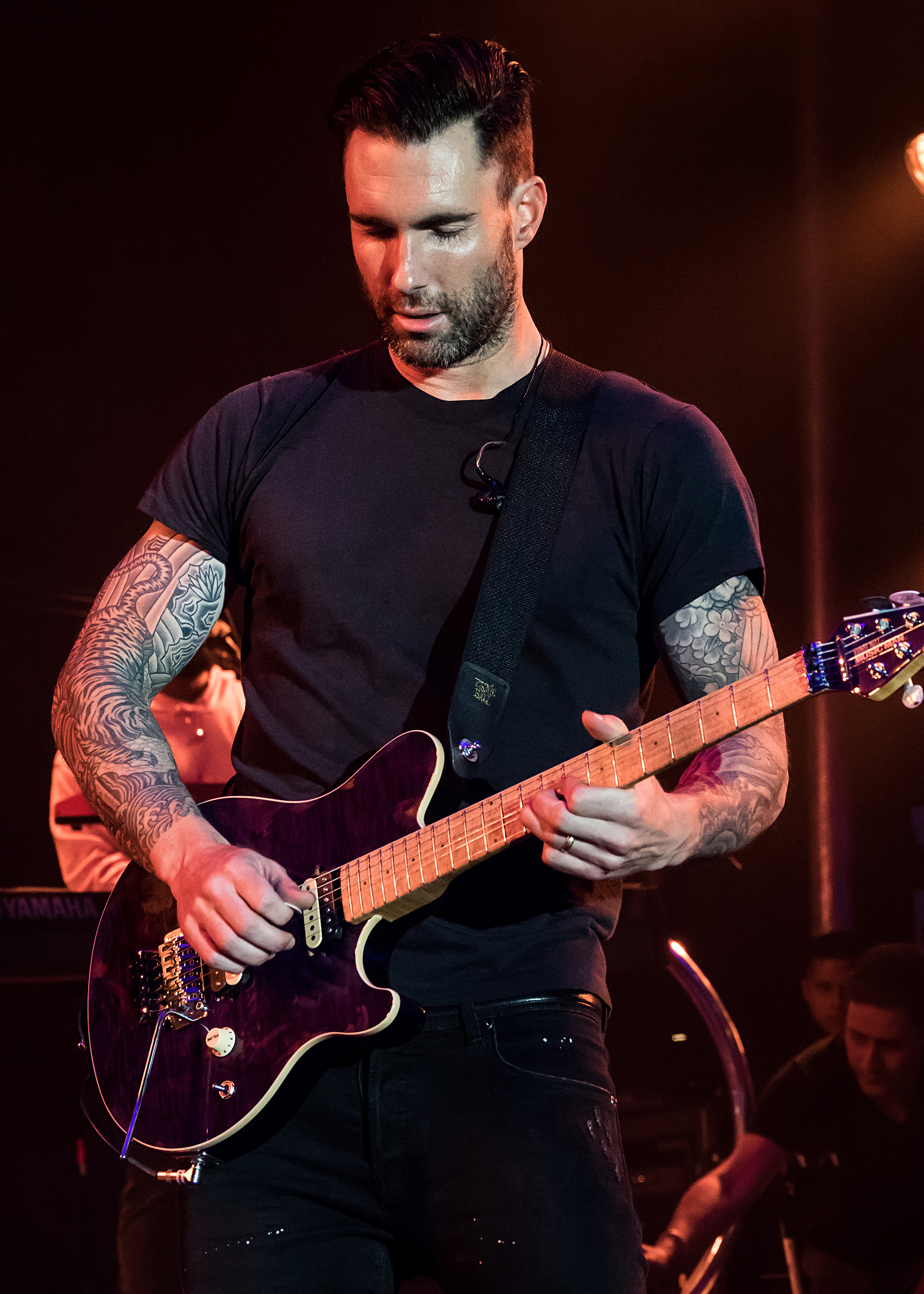
Adam Levine in concerto a Los Angeles.

Questa scaletta è stata eseguita al concerto tenuto a Kansas City il 21 marzo 2015. Non rappresenta tutte le date del tour.
1. "Animals"
2. "One More Night"
3. "Stereo Hearts"
4. "Harder to Breathe"
5. "Lucky Strike"
6. "Wake Up Call"
7. "Love Somebody"
8. "Maps"
9. "This Love"
10. "Sunday Morning"
11. "Makes Me Wonder"
12. "Payphone"
13. "Daylight"
14. "It Was Always You"
15. "She Will Be Loved"
16. "Moves like Jagger"
17. "Sugar"

- Durante la tappa a Rio de Janeiro il 20 marzo 2016, Adam Levine ha interpretato Garota de Ipanema cantando la prima strofa in portoghese e il resto del brano in inglese.[6]

## Date del tour
| 16 febbraio             | Dallas            | Stati Uniti   | American Airlines Center      | Magic! Rozzi Crane                      | 14,879 / 14,879                | $1,296,614   |
| 17 febbraio             | Houston           | Stati Uniti   | Toyota Center                 | Magic! Rozzi Crane                      | 12,554 / 12,554                | $1,246,700   |
| 19 febbraio             | Atlanta           | Stati Uniti   | Philips Arena                 | Magic! Rozzi Crane                      | 14,620 / 14,620                | $1,296,760   |
| 24 febbraio             | Sunrise           | Stati Uniti   | BB&T Center                   | Magic! Rozzi Crane                      | 14,641 / 14,641                | $1,301,007   |
| 25 febbraio             | Tampa             | Stati Uniti   | Amalie Arena                  | Magic! Rozzi Crane                      | 15,031 / 15,031                | $1,034,559   |
| 27 febbraio             | Nashville         | Stati Uniti   | Bridgestone Arena             | Magic! Rozzi Crane                      | 16,574 / 16,574                | $1,378,733   |
| 28 febbraio             | Indianapolis      | Stati Uniti   | Bankers Life Fieldhouse       | Magic! Rozzi Crane                      | 14,539 / 14,539                | $1,300,855   |
| 2 marzo                 | Washington        | Stati Uniti   | Verizon Center                | Magic! Rozzi Crane                      | 15,183 / 15,183                | $1,487,083   |
| 3 marzo                 | Boston            | Stati Uniti   | TD Garden                     | Magic! Rozzi Crane                      | 14,662 / 14,662                | $1,368,256   |
| 5 marzo                 | New York          | Stati Uniti   | Madison Square Garden         | Magic! Rozzi Crane                      | 29,998 / 29,998                | $2,852,671   |
| 6 marzo                 | New York          | Stati Uniti   | Madison Square Garden         | Magic! Rozzi Crane                      | 29,998 / 29,998                | $2,852,671   |
| 8 marzo                 | East Rutherford   | Stati Uniti   | Izod Center                   | Magic! Rozzi Crane                      | 16,624 / 16,624                | $1,565,026   |
| 9 marzo                 | Filadelfia        | Stati Uniti   | Wells Fargo Center            | Magic! Rozzi Crane                      | 16,204 / 16,204                | $1,602,385   |
| 11 marzo                | Columbus          | Stati Uniti   | Nationwide Arena              | Magic! Rozzi Crane                      | 15,264 / 15,264                | $1,387,961   |
| 13 marzo                | Pittsburgh        | Stati Uniti   | Consol Energy Center          | Magic!                                  | 15,546 / 15,546                | $1,355,901   |
| 14 marzo                | Louisville        | Stati Uniti   | KFC Yum! Center               | Magic! Rozzi Crane                      | 17,645 / 17,645                | $1,484,359   |
| 16 marzo                | Toronto           | Canada        | Air Canada Centre             | Magic! Rozzi Crane                      | 16,696 / 16,696                | $1,629,143   |
| 18 marzo                | Detroit           | Stati Uniti   | The Palace of Auburn Hills    | Magic! Rozzi Crane                      | 15,649 / 15,649                | $1,428,899   |
| 19 marzo                | Chicago           | Stati Uniti   | United Center                 | Magic! Rozzi Crane                      | 16,067 / 16,067                | $1,479,650   |
| 21 marzo                | Kansas City       | Stati Uniti   | Sprint Center                 | Magic! Rozzi Crane                      | 15,086 / 15,086                | $1,482,154   |
| 23 marzo                | St. Paul          | Stati Uniti   | Xcel Energy Center            | Magic! Rozzi Crane                      | 15,502 / 15,502                | $1,520,497   |
| 25 marzo                | Saskatoon         | Canada        | SaskTel Centre                | Magic! Rozzi Crane                      | 12,560 / 12,560                | $942,790     |
| 26 marzo                | Edmonton          | Canada        | Rexall Place                  | Magic! Rozzi Crane                      | 13,950 / 13,950                | $1,234,308   |
| 28 marzo                | Tacoma            | Stati Uniti   | Tacoma Dome                   | Magic! Rozzi Crane                      | 19,835 / 19,835                | $1,522,061   |
| 29 marzo                | Vancouver         | Canada        | Rogers Arena                  | Magic! Rozzi Crane                      | 15,235 / 15,235                | $1,275,236   |
| 31 marzo                | San Jose          | Stati Uniti   | SAP Center                    | Magic! Rozzi Crane                      | 14,992 / 14,992                | $1,304,360   |
| 1 aprile                | San Diego         | Stati Uniti   | Viejas Arena                  | Magic! Rozzi Crane                      | 9,668 / 11,000                 | $896,360     |
| 3 aprile                | Inglewood         | Stati Uniti   | The Forum                     | Magic! Rozzi Crane                      | 26,876 / 34,000                | $2,389,694   |
| 4 aprile                | Inglewood         | Stati Uniti   | The Forum                     | Magic! Rozzi Crane                      | 26,876 / 34,000                | $2,389,694   |
| 6 aprile                | Anaheim           | Stati Uniti   | Honda Center                  | Magic! Rozzi Crane                      | 12,091 / 12,091                | $824,345     |
| Leg 2 — Europa          |                   |               |                               |                                         |                                |              |
| 24 maggio               | Parigi            | Francia       | Zénith Paris                  | We Are I.V                              | 5,988 / 5,988                  | $421,809     |
| 26 maggio               | Londra            | Regno Unito   | The SSE Arena Wembley         | Magic! Nick Gardner Mike Watson         | 19,180 / 19,666                | $1,389,567   |
| 28 maggio               | Londra            | Regno Unito   | The SSE Arena Wembley         | Magic! Nick Gardner Mike Watson         | 19,180 / 19,666                | $1,389,567   |
| 31 maggio               | Birmingham        | Regno Unito   | Genting Arena                 | Magic! Nick Gardner Mike Watson         | 13,358 / 13,640                | $871,586     |
| 1 giugno                | Manchester        | Regno Unito   | Manchester Arena              | Magic! Nick Gardner Mike Watson         | 13,764 / 15,000                | $868,271     |
| 3 giugno                | Amsterdam         | Paesi Bassi   | Ziggo Dome                    | Magic! Nick Gardner Mike Watson         | 15,731 / 16,000                | $817,151     |
| Leg 3 — Africa          |                   |               |                               |                                         |                                |              |
| 6 giugno                | Rabat             | Marocco       | OLM Souissi                   |                                         |                                |              |
| Leg 4 — Europa          |                   |               |                               |                                         |                                |              |
| 9 giugno                | Oberhausen        | Germania      | König Pilsener Arena          | Magic! Nick Gardner Mike Watson         | 10,331 / 10,331                | $507,153     |
| 10 giugno               | Monaco di Baviera | Germania      | Olympiahalle                  | Magic! Nick Gardner Mike Watson         | 11,601 / 11,601                | $558,812     |
| 12 giugno               | Milano            | Italia        | Mediolanum Forum              | Magic! Nick Gardner Mike Watson         | 10,826 / 10,826                | $472,286     |
| 14 giugno               | Barcellona        | Spagna        | Palau Sant Jordi              | Magic! Nick Gardner Mike Watson         | 16,550 / 16,550                | $895,401     |
| 15 giugno               | Madrid            | Spagna        | Barclaycard Center            | Magic! Nick Gardner Mike Watson         | 14,088 / 14,088                | $854,642     |
| 17 giugno               | Lisbona           | Portogallo    | MEO Arena                     | Magic! Nick Gardner Mike Watson         | 17,913 / 17,913                | $964,155     |
| Leg 5 — Nord America    |                   |               |                               |                                         |                                |              |
| 15 agosto               | Hershey           | Stati Uniti   | Hersheypark Stadium           | Nick Jonas Matt McAndrew                | 26,857 / 28,282                | $1,694,801   |
| 16 agosto               | Atlantic City     | Stati Uniti   | Atlantic City Beach           | Nick Jonas Matt McAndrew                | 37,418 / 55,000                | $1,572,769   |
| Leg 6 — Asia            |                   |               |                               |                                         |                                |              |
| 2 settembre             | Yokohama          | Giappone      | Yokohama Arena                | Dirty Loops                             | 12,478 / 12,478                | $1,303,079   |
| 4 settembre             | Hong Kong         | Hong Kong     | AsiaWorld–Arena               | Dirty Loops                             | 14,038 / 14,038                | $1,531,595   |
| 7 settembre             | Seul              | Corea del Sud | Olympic Gymnastics Arena      | Dirty Loops                             | 26,518 / 26,518                | $2,653,948   |
| 9 settembre             | Seul              | Corea del Sud | Olympic Gymnastics Arena      | Dirty Loops                             | 26,518 / 26,518                | $2,653,948   |
| 10 settembre            | Daegu             | Corea del Sud | Daegu Sub Stadium             | Dirty Loops                             | 10,536 / 12,538                | $1,061,578   |
| 14 settembre            | Taipei            | Taiwan        | Nangang Exhibition Hall       | Dirty Loops                             | 38,996 / 38,996                | $3,607,637   |
| 15 settembre            | Taipei            | Taiwan        | Nangang Exhibition Hall       | Dirty Loops                             | 38,996 / 38,996                | $3,607,637   |
| 17 settembre            | Pasay             | Filippine     | Mall of Asia Arena            | Dirty Loops                             | 11,401 / 11,401                | $1,703,200   |
| 19 settembre            | Singapore         | Singapore     | Marina Bay Street Circuit     |                                         |                                |              |
| 21 settembre            | Bangkok           | Thailandia    | Impact Arena                  | Dirty Loops                             | 21,506 / 21,506                | $2,039,541   |
| 22 settembre            | Bangkok           | Thailandia    | Impact Arena                  | Dirty Loops                             | 21,506 / 21,506                | $2,039,541   |
| Leg 7 — Oceania         |                   |               |                               |                                         |                                |              |
| 26 settembre            | Melbourne         | Australia     | Rod Laver Arena               | Dirty Loops Conrad Sewell               | 14,089 / 14,089                | $1,093,930   |
| 28 settembre            | Brisbane          | Australia     | Brisbane Entertainment Centre | Dirty Loops Conrad Sewell               | 11,142 / 11,142                | $812,830     |
| 29 settembre            | Sydney            | Australia     | Allphones Arena               | Dirty Loops Conrad Sewell               | 16,479 / 16,479                | $1,254,595   |
| 1 ottobre               | Christchurch      | Nuova Zelanda | Horncastle Arena              | Dirty Loops                             | 8,761 / 8,761                  | $570,558     |
| 3 ottobre               | Auckland          | Nuova Zelanda | Vector Arena                  | Dirty Loops                             | 23,773 / 23,773                | $1,687,279   |
| 4 ottobre               | Auckland          | Nuova Zelanda | Vector Arena                  | Dirty Loops                             | 23,773 / 23,773                | $1,687,279   |
| Leg 8 — Nord America    |                   |               |                               |                                         |                                |              |
| 24 ottobre              | Los Angeles       | Stati Uniti   | Hollywood Bowl                |                                         |                                |              |
| 30 dicembre             | Las Vegas         | Stati Uniti   | Mandalay Bay Events Center    | Phases                                  |                                |              |
| 31 dicembre             | Las Vegas         | Stati Uniti   | Mandalay Bay Events Center    | Phases                                  |                                |              |
| 2016                    |                   |               |                               |                                         |                                |              |
| Leg 9 — America Latina  |                   |               |                               |                                         |                                |              |
| 25 febbraio             | Guadalajara       | Messico       | Arena VFG                     | Rey Pila                                | 11,494 / 11,494                | $872,531     |
| 26 febbraio             | Monterrey         | Messico       | Auditorio Banamex             | Rey Pila                                | 6,811 / 6,811                  | $746,369     |
| 29 febbraio             | Città del Messico | Messico       | Foro Sol                      | Rey Pila                                | 117,296 / 117,946              | $6,344,627   |
| 1 marzo                 | Città del Messico | Messico       | Foro Sol                      | Rey Pila                                | 117,296 / 117,946              | $6,344,627   |
| 3 marzo                 | Bogotá            | Colombia      | Salitre Magico                | The Mills                               | 24,988 / 24,988                | $1,935,720   |
| 5 marzo                 | Buenos Aires      | Argentina     | Hipodromo de Palermo          | Foxley                                  | 27,144 / 27,144                | $1,511,076   |
| 7 marzo                 | Santiago          | Cile          | Movistar Arena                | 16,160 / 16,160                         | $1,238,040                     |              |
| 9 marzo                 | Porto Alegre      | Brasile       | FIERGS Parking                | Dashboard Confessional Dingo Bells      | 30,000 / 30,000                | $1,649,605   |
| 11 marzo                | Belo Horizonte    | Brasile       | Mineirão Stadium              | Dashboard Confessional                  | 25,000 / 25,000                | $1,410,566   |
| 13 marzo                | Salvador          | Brasile       | Parque de Exposições          | Dashboard Confessional                  | 36,000 / 36,000                | $1,896,707   |
| 15 marzo                | Fortaleza         | Brasile       | Marina Park Resort            | Dashboard Confessional                  | 30,000 / 30,000                | $1,485,885   |
| 17 marzo                | São Paulo         | Brasile       | Allianz Parque                | Dashboard Confessional                  | 91,868 / 91,868                | $5,326,788   |
| 19 marzo                | São Paulo         | Brasile       | Allianz Parque                | Dashboard Confessional                  | 91,868 / 91,868                | $5,326,788   |
| 20 marzo                | Rio de Janeiro    | Brasile       | Sambadrome Marquês de Sapucaí | Dashboard Confessional                  | 35,000 / 35,000                | $1,958,232   |
| Leg 10 — Europa         |                   |               |                               |                                         |                                |              |
| 28 maggio               | Lisbona           | Portogallo    | Parque da Bela Vista          |                                         |                                |              |
| 29 maggio               | Nizza             | Francia       | Stade Charles-Ehrmann         | 15,798 / 16,000                         | $1,199,688                     |              |
| 1 giugno                | Cracovia          | Polonia       | Tauron Arena                  | 16,700 / 16,700                         | $1,126,048                     |              |
| 3 giugno                | Mosca             | Russia        | Olimpiysky                    | 15,326 / 17,000                         | $1,352,640                     |              |
| 5 giugno                | Bucarest          | Romania       | Piața Constituției            | 29,552 / 33,000                         | $1,417,856                     |              |
| 7 giugno                | Batumi            | Georgia       | Miracle Square                | 30,000 / 30,000                         | $1,037,050                     |              |
| 9 giugno                | Antalya           | Turchia       | Antalya Kır Aktivite Alanı    | 20,000 / 20,000                         | $203,184                       |              |
| Leg 11 — Nord America   |                   |               |                               |                                         |                                |              |
| 13 luglio               | Las Vegas         | Stati Uniti   | T-Mobile Arena                | Elle King                               |                                |              |
| Leg 12 — America Latina |                   |               |                               |                                         |                                |              |
| 15 luglio               | San Juan          | Porto Rico    | Coliseo de Puerto Rico        | 14,481 / 14,481                         | $1,687,568                     |              |
| 17 luglio               | Alajuela          | Costa Rica    | Coca-Cola Amphitheater        | 18,404 / 18,404                         | $1,688,460                     |              |
| Leg 13 — Nord America   |                   |               |                               |                                         |                                |              |
| 3 settembre             | San Antonio       | Stati Uniti   | AT&T Center                   | Tove Lo R. City                         | 15,262 / 15,476                | $1,340,020   |
| 5 settembre             | New Orleans       | Stati Uniti   | Smoothie King Center          | Tove Lo R. City                         | 14,290 / 14,481                | $1,413,946   |
| 7 settembre             | Miami             | Stati Uniti   | American Airlines Arena       | Tove Lo R. City                         | 14,286 / 14,533                | $1,350,822   |
| 9 settembre             | Orlando           | Stati Uniti   | Amway Center                  | Tove Lo R. City                         | 13,969 / 14,163                | $1,285,601   |
| 10 settembre            | Columbia          | Stati Uniti   | Colonial Life Arena           | Tove Lo R. City                         | 12,597 / 13,084                | $1,173,830   |
| 12 settembre            | Memphis           | Stati Uniti   | FedExForum                    | Tove Lo R. City                         | 10,367 / 16,805                | $786,407     |
| 14 settembre            | Knoxville         | Stati Uniti   | Thompson–Boling Arena         | Tove Lo R. City                         | 13,966 / 13,966                | $1,232,189   |
| 16 settembre            | Baltimore         | Stati Uniti   | Royal Farms Arena             | Tove Lo R. City                         | 12,272 / 12,521                | $1,208,346   |
| 17 settembre            | Worcester         | Stati Uniti   | DCU Center                    | Tove Lo R. City                         | 11,542 / 11,744                | $1,111,776   |
| 3 ottobre               | St. Louis         | Stati Uniti   | Scottrade Center              | Tove Lo R. City                         | 14,182 / 14,463                | $1,265,067   |
| 4 ottobre               | Lincoln           | Stati Uniti   | Pinnacle Bank Arena           | Tove Lo R. City                         | 13,492 / 13,691                | $1,189,881   |
| 6 ottobre               | Denver            | Stati Uniti   | Pepsi Center                  | Tove Lo Phases                          | 14,196 / 14,586                | $1,393,631   |
| 8 ottobre               | Salt Lake City    | Stati Uniti   | Vivint Smart Home Arena       | Tove Lo Phases                          | 15,332 / 20,142                | $1,336,710   |
| 9 ottobre               | Boise             | Stati Uniti   | Taco Bell Arena               | Tove Lo Phases                          | 9,403 / 9,567                  | $921,447     |
| 11 ottobre              | Seattle           | Stati Uniti   | KeyArena                      | Tove Lo Phases                          |                                |              |
| 13 ottobre              | Portland          | Stati Uniti   | Moda Center                   | Tove Lo Phases                          | 13,634 / 15,224                | $1,292,883   |
| 15 ottobre              | Sacramento        | Stati Uniti   | Golden 1 Center               | Tove Lo Phases                          | 14,663 / 14,663                | $1,560,840   |
| 16 ottobre              | Oakland           | Stati Uniti   | Oracle Arena                  | Tove Lo Phases                          | 15,081 / 15,081                | $1,466,162   |
| 19 novembre             | Los Angeles       | Stati Uniti   | The Oasis                     | Best Coast Léon Amy Pham Jasmine Solano |                                |              |
| 30 dicembre             | Las Vegas         | Stati Uniti   | Mandalay Bay Events Center    | PJ Morton                               | 15,383 / 18,000                | $2,655,686   |
| 31 dicembre             | Las Vegas         | Stati Uniti   | Mandalay Bay Events Center    | PJ Morton Polly A                       | 15,383 / 18,000                | $2,655,686   |
| 2017                    |                   |               |                               |                                         |                                |              |
| 20 febbraio             | Milwaukee         | Stati Uniti   | BMO Harris Bradley Center     | Tinashe R. City                         | 15,141 / 15,505                | $1,306,657   |
| 22 febbraio             | Cleveland         | Stati Uniti   | Quicken Loans Arena           | Tinashe R. City                         | 13,969 / 17,349                | $1,244,551   |
| 24 febbraio             | Montréal          | Canada        | Bell Centre                   | Tinashe R. City                         | 29,174 / 29,694                | $1,965,776   |
| 25 febbraio             | Montréal          | Canada        | Bell Centre                   | Tinashe R. City                         | 29,174 / 29,694                | $1,965,776   |
| 27 febbraio             | Québec            | Canada        | Videotron Centre              | Tinashe R. City                         | 14,606 / 15,412                | $1,175,272   |
| 1 marzo                 | Hamilton          | Canada        | FirstOntario Centre           | Tinashe R. City                         | 13,714 / 13,714                | $1,006,505   |
| 3 marzo                 | Cincinnati        | Stati Uniti   | U.S. Bank Arena               | Tinashe R. City                         | 14,442 / 14,846                | $1,257,948   |
| 5 marzo                 | Rochester         | Stati Uniti   | Blue Cross Arena              | Tinashe R. City                         | 10,269 / 10,504                | $863,267     |
| 7 marzo                 | Albany            | Stati Uniti   | Times Union Center            | Tinashe R. City                         | 11,711 / 12,125                | $1,079,029   |
| 8 marzo                 | Buffalo           | Stati Uniti   | KeyBank Center                | Tinashe R. City                         | 13,959 / 14,274                | $1,365,102   |
| 29 aprile               | New Orleans       | Stati Uniti   | Fair Grounds Race Course      |                                         |                                |              |
| 13 maggio               | Carson            | Stati Uniti   | StubHub Center                |                                         |                                |              |
| 26 maggio               | Napa              | Stati Uniti   | Napa Valley Expo              |                                         |                                |              |
| 15 luglio               | Pendleton         | Stati Uniti   | Pendleton Roundup             |                                         |                                |              |
| 3 settembre             | Snowmass          | Stati Uniti   | Snowmass Town Park            | The Roots The Revivalists               |                                |              |
| Leg 14 — America Latina |                   |               |                               |                                         |                                |              |
| 12 settembre            | Panama            | Panama        | Estadio Nacional Rod Carew    |                                         |                                |              |
| 14 settembre            | Curitiba          | Brasile       | Estádio Couto Pereira         |                                         |                                |              |
| 15 settembre            | Rio de Janeiro    | Brasile       | Barra Olympic Park            |                                         |                                |              |
| 16 settembre            | Rio de Janeiro    | Brasile       | Barra Olympic Park            |                                         |                                |              |
| 19 settembre            | Lima              | Perù          | Estadio Nacional de Lima      | Incubus                                 |                                |              |
| Leg 15 — Nord America   |                   |               |                               |                                         |                                |              |
| 30 dicembre             | Las Vegas         | Stati Uniti   | Mandalay Bay Events Center    |                                         |                                |              |
| 31 dicembre             | Las Vegas         | Stati Uniti   | Mandalay Bay Events Center    |                                         |                                |              |
| 2018                    |                   |               |                               |                                         |                                |              |
| Leg 16 — America Latina |                   |               |                               |                                         |                                |              |
| 1 marzo                 | Quito             | Ecuador       | Estadio Olímpico Atahualpa    |                                         |                                |              |
| 3 marzo                 | Guatemala         | Guatemala     | Explanada Cardales de Cayalá  | De La Rut                               |                                |              |
| 12 maggio               | Zapopan           | Messico       | Estadio Omnilife              |                                         |                                |              |
| Totale                  | Totale            | Totale        | Totale                        | Totale                                  | 1,864,417 / 1,926,840 (96.76%) | $142,434,531 |